# Rehana Popal
Rehana Popal, née le 5 mai 1989 en Afghanistan, est une avocate afghane spécialisée en droit de l'immigration et en droit civil.

## Biographie
La famille de Rehana Popal (sa mère et ses trois frères) se réfugie au Royaume-Uni lorsqu'elle a cinq ans, alors que les talibans prennent le contrôle de l'Afghanistan pour la première fois,. La jeune fille étudie plus tard la politique et le droit internationaux puis travaille comme avocate en Angleterre et au Pays de Galles. En 2018, elle rapporte qu'un client l'a écartée de sa défense parce qu'il voulait un homme blanc,. En 2019, elle reçoit le prix d'Avocat de l’année. En 2021, elle décide d'aider les interprètes et traducteurs qui ont travaillé dans l'armée et qui se retrouvent bloqués en Afghanistan lorsque les troupes de l'OTAN quittent le pays. Elle rend publics les cas d’au moins 12 personnes.
La BBC la classée parmi les 100 femmes les plus inspirantes au monde en 2021.